# Abdoulaye Sissoko
Abdoulaye Sissoko est un footballeur international malien né le 18 juillet 1992 à Bamako. Il évolue au poste d'attaquant au Moghreb Athlétic de Tétouan.

## Biographie

### En club
Il joue trois matchs dans le championnat de Tunisie avec l'Espérance sportive de Tunis.

### En équipe nationale
Il joue son premier match en équipe du Mali le 6 juillet 2013, contre la Guinée (victoire 3-1).
En janvier 2014, il participe au championnat d'Afrique des nations. Lors de cette compétition organisée en Afrique du Sud, il marque son premier but avec le Mali, contre le Nigeria. Le Mali s'incline en quart face au Zimbabwe.
Il inscrit son deuxième but avec le Mali le 5 juillet 2015, contre la Guinée-Bissau (victoire 3-1).

## Palmarès
- Vainqueur de la Coupe de la confédération en 2009 avec le Stade Malien et en 2017 avec le TP Mazembe
- Champion du Mali en 2013, 2014 et 2015 avec le Stade Malien
- Champion de République démocratique du Congo en 2017 avec le TP Mazembe
- Vainqueur de la Coupe du Mali en 2013 avec le Stade Malien
- Vainqueur de la Supercoupe du Mali en 2014 et 2015 avec le Stade Malien